# Music Idol
„Мюзик айдъл“ (на английски: Music Idol; в превод: „Музикален идол“) е българско телевизионно музикално конкурсно шоу.
Създадено е по оригиналната концепция на „Pop Idol“ („Поп Айдъл“) – британска продукция, собственост на компанията Fremantle Media, реализирана в около 100 сезона, под различни имена, в над 40 държави.
„Music Idol“ е първото музикално реалити в телевизионния ефир на България. Наградата във всички сезони на предаването е договор с музикалната компания Вирджиния Рекърдс. Водещи и на трите сезона са Иван Христов и Андрей Арнаудов, а в третия сезон към тях се присъединява и Саня Николич, тъй като в сезона участват и участници от Северна Македония.
Шоуто бележи голям успех в много страни. Идейната концепция за този ТВ формат е от 1998 година и принадлежи на музикалния импресарио Саймън Фулър. Дебютът на „Pop Idol“ е на 4 октомври 2001 година по британската телевизия ITV1 и постига голям успех. Съществуват много копия на „Pop Idol“, но нито едно не е постигнало успеха му. Сред най-известните участници в историята на „Pop Idol“ в света е Кели Кларксън, победителка в американската продукция „American Idol“ през 2002 година.

## Сезони
| Сезон | Сезон | ТВ канал          | Година | Старт            | Финал      | Победител             | Награда                                    |
| ----- | ----- | ----------------- | ------ | ---------------- | ---------- | --------------------- | ------------------------------------------ |
|       | 1     | bTV               | 2007   | 26 февруари 2007 | 4 юни 2007 | Невена Цонева         | продуцентски договор с „Вирджиния Рекърдс" |
|       | 2     | bTV               | 2008   | 25 февруари 2008 | 2 юни 2008 | Тома Здравков         | продуцентски договор с „Вирджиния Рекърдс" |
|       | 3     | bTV, А1 TV, A2 TV | 2009   | 1 март 2009      | 8 юни 2009 | Магдалена Джанаварова | продуцентски договор с „Вирджиния Рекърдс" |

## Жури
| Сезон | Водещи       | Водещи          | Водещи                      | Жури                  | Жури                  | Жури                    | Жури           |
| ----- | ------------ | --------------- | --------------------------- | --------------------- | --------------------- | ----------------------- | -------------- |
| 1     | Иван Христов | Андрей Арнаудов |                             | Добрин Векилов – Дони | Йорданка Христова     | Глория                  | Слави Трифонов |
| 2     | Иван Христов | Андрей Арнаудов | Люси Дяковска               | Вили Казасян          | Есил Дюран            | Димитър Ковачев – Фънки |                |
| 3     | Иван Христов | Андрей Арнаудов | Саня Николич (В концертите) | ГОСТ (В кастингите)   | Добрин Векилов – Дони | Димитър Ковачев – Фънки | Мария          |

## Първи сезон

### Водещи
- Иван Христов
- Андрей Арнаудов

### Жури
- Йорданка Христова (председател)
- Слави Трифонов
- Глория
- Добрин Векилов – Дони

Консултант
- доц. Етиен Леви

### Music Idol 1
Първият сезон на „Music Idol“ в България е най-успешният. Кастингите се провеждат в 5-те най-големи български града: Русе, Варна, Бургас, Пловдив и София. След селекция избраните кандидати отиват на театралните кастинги в София. Театралните кастинги имат продължителност три дни и след това журито трябва да избере 40 кандидати, които преминават на следващия кръг. На малките концерти всичките 40 участници са разделени на пет групи от по осем души. Малките концерти се излъчват през делничните дни в продължение на една седмица, като зрителите имат възможност да гласуват и да изберат своите фаворити, които отиват на големите концерти. Всяка седмица всичките 12 изпълнители трябва да пеят песен според определена тема (зададена от журито). Елиминира се този участник, събрал най-малко гласове от зрителския вот. Последният останал изпълнител печели формата.
Изпълнителен е продуцентска компания „Седем-осми“ на Слави Трифонов и bTV.
| Дата     | Тема                    | Последни трима                    | Последни трима                    | Последни трима                    |
| 26 март  | Световни хитове         | Тихомир Димитров (27 години)      | Илияна Ковачева (25 години)       | Деница Хаджииванова (20 години)   |
| 2 април  | Евъргрийни              | Красимира Иванова (23 години)     | Румен Нехризов (27 години)        | Тихомир Димитров (2) (27 години)  |
| 9 април  | попфолк                 | Румен Нехризов (2) (27 години)    | Кремена Димитрова (15 години)     | Валентина Димитрова (18 години)   |
| 16 април | Филмова музика          | Пламен Пътов (19 години)          | Преслава Пейчева (26 години)      | Румен Нехризов (3) (27 години)    |
| 23 април | Песен на член от журито | Теодор Койчинов (26 години)       | Кремена Димитрова (2) (15 години) | Красимира Иванова (2) (23 години) |
| 30 април | Дуети                   | Кремена Димитрова (3) (15 години) | Стефан Лалчев (17 години)         | Илияна Ковачева (2) (25 години)   |
| 7 май    | Биг Бенд                | Преслава Пейчева (2) (26 години)  | Кремена Димитрова (4) (15 години) | Пламен Пътов (2) (19 години)      |
| 14 май   | Балканска музика        | Невена Цонева (20 години)         | Теодор Койчинов (2) (26 години)   | Кремена Димитрова (5) (15 години) |
| Дата     | Тема                    | Последни двама                    | Последни двама                    |                                   |
| 21 май   | Избор на журито         | Теодор Койчинов (3) (26 години)   | Стефан Лалчев (2) (17 години)     |                                   |
| 28 май   | Опера/патриотична       | Теодор Койчинов (4) (26 години)   | Преслава Пейчева (3) (26 години)  |                                   |
| 4 юни    | Финал                   | Теодор Койчинов (5) (26 години)   | Невена Цонева (2) (20 години)     |                                   |

## Втори сезон

### Водещи
- Иван Христов
- Андрей Арнаудов

### Жури
- Вили Казасян (председател)
- Люси Дяковска
- Есил Дюран
- Димитър Ковачев – Фънки

Вокален педагог
- доц. Етиен Леви

| Дата     | Тема                       | Последни двама                   | Последни двама                   |                                  |                           |
| 26 март  | Евъргрийни                 | Стоян Цонев (29 години)          | Елена Иванова (21 години)        |                                  |                           |
| 2 април  | попфолк                    | Нора Караиванова (20 години)     | Пламена Петрова (18 години)      |                                  |                           |
| 9 април  | MTV хитове*                | Денислав Новев (17 години)       | Стоян Цонев (2) (29 години)      |                                  |                           |
| 16 април | Филмова музика             | Мария Илиева (21 години)         | Стоян Цонев (3) (29 години)      |                                  |                           |
| 23 април | Дуети                      | Ивайло Донев (22 години)         | Мария Илиева (2) (21 години)     |                                  |                           |
| Дата     | Тема                       | Последни трима                   | Последни трима                   | Последни трима                   |                           |
| 30 април | Латино музика              | Деница Георгиева (19 години)     | Ясен Зердев (24 години)          | Ивайло Донев (2) (22 години)     |                           |
| 7 май    | Рок музика                 | Шанел Еркин (15 години)          | Ана Топалова (27 години)         | Денислав Новев (2) (17 години)   |                           |
| 14 май   | Биг Бенд                   | Ясен Зердев (2) (24 години)      | Деница Георгиева (2) (19 години) | Ана Топалова (2) (27 години)     |                           |
| 21 май   | Балкански хитове           | Деница Георгиева (3) (19 години) | Нора Караиванова (2) (20 години) | Шанел Еркин (2) (15 години)      |                           |
| 28 май   | Най-доброто от най-добрите | Нора Караиванова (3) (20 години) | Ясен Зердев (3) (24 години)      | Пламена Петрова (2) (18 години)  |                           |
| Дата     | Тема                       | Последни четирима                | Последни четирима                | Последни четирима                | Последни четирима         |
| 2 юни    | Финал                      | Деница Георгиева (4) (19 години) | Ясен Зердев (4) (24 години)      | Нора Караиванова (4) (20 години) | Тома Здравков (20 години) |

- Иван Ангелов не се появява на MTV-концерта и съдбата му е определена от зрителския вот. 63,5% гласуват против неговото оставане в шоуто и той е елиминиран.
- Пламена Петрова е върната след допълнителен концерт измежду елиминираните.

#### Ken Lee
Изпълнението на версия на песента „Without you“ (оригиналът е на Марая Кери) от участничката Валентина Хасан в този сезон на шоуто придобива световна популярност. Видеото от изпълнението на Хасан става хит в YouTube, пародирано и ремиксирано е от много фенове и репортаж за него е включен в рубриката „Sign of the Times“ в предаването „Nightline“ на американската телевизия Ей Би Си през март 2009 година. В изпълнението си Хасан пее „Кен лии... тулибу дибу даучу" наместо „I can't live... if living is without you.“ Попитана след края на изпълнението на какъв език е пяла, Хасан отговаря: „На английски“.

## Трети сезон

### Водещи
- Иван Христов
- Андрей Арнаудов
- Саня Николич

### Жури
- Добрин Векилов – Дони
- Димитър Ковачев – Фънки
- Мария

#### Гост жури
- Соня Васи (Варна)
- Тони Димитрова (Бургас)
- Благовест Аргиров (Пловдив)
- Григор Копров (Скопие)
- Катя Михайлова (София)

Вокален педагог
- доц. Етиен Леви

### За Music Idol 3
Българските градове, в които са отсявани кандидатите за „Music Idol 3“ и през 2009 година, са пет, започвайки във Варна и завършвайки в София.
Третото издание на шоуто излиза извън границите на България, за да избере най-добрите кандидати за певческа слава и в Северна Македония. Прослушването е в Скопие.
Членовете на журито в „Music Idol 3“ са само трима и няма председател, в памет на маестро Вили Казасян.
| Дата     | Тема                       | Последни двама                     | Последни двама                     |                                   |                                       |
| 1 април  | Български песни            | Преслава Мръвкова (22 години)      | Пламен Петков (24 години)          |                                   |                                       |
| 8 април  | Диско хитове               | Преслава Мръвкова (2) (22 години)  | Дарко Илиевски (20 години)         |                                   |                                       |
| Дата     | Тема                       | Последни трима                     | Последни трима                     | Последни трима                    |                                       |
| 15 април | Балкански попфолк песни    | Александра Жекова (20 години)      | Виктория Димитрова (26 години)     | Соня Мембреньо (21 години)        |                                       |
| 22 април | Филмова музика             | Магдалена Джанаварова (21 години)  | Русина Катърджиева (22 години)     | Ели Раданова (17 години)          |                                       |
| 29 април | Рок музика*                | Димитър Атанасов (23 години)       | Преслава Мръвкова (3) (22 години)  | Симона Статева (13 години)        |                                       |
| 6 май    | Евъргрийни                 | Александра Жекова (2) (20 години)  | Преслава Мръвкова (4) (22 години)  | Симона Статева (2) (23 години)    |                                       |
| 13 май   | Латино музика              | Преслава Мръвкова (5) (22 години)  | Русина Катърджиева (2) (22 години) | Александра Жекова (3) (20 години) |                                       |
| 20 май   | MTV хитове                 | Преслава Мръвкова (6) (22 години)  | Русина Катърджиева (3) (22 години) | Димитър Атанасов (2) (23 години)  |                                       |
| 27 май   | Най-доброто от най-добрите | Русина Катърджиева (4) (22 години) | Боян Стойков (24 години)           | Александър Тарабунов (20 години)  |                                       |
| 3 юни    | Биг Бенд*                  | Няма елиминации                    | Няма елиминации                    | Няма елиминации                   |                                       |
| Дата     | Тема                       | Последни четирима                  | Последни четирима                  | Последни четирима                 | Последни четирима                     |
| 8 юни    | Финал                      | Русина Катърджиева (5) (22 години) | Преслава Мръвкова (7) (22 години)  | Боян Стойков (2) (24 години)      | Магдалена Джанаварова (2) (21 години) |

- Виктория Димитрова по собствено желание напуска „Music Idol“ в деня на елиминациите след рок концерта.
- В памет на маестро Вили Казасян след Бийтълс-концерта никой не отпада. Вместо елиминации финалистите пеят в дуети с Невена, Теодор, Тома и Нора.